# 索尔博-奥卡尼亚诺
索尔博-奥卡尼亚诺（法語：Sorbo-Ocagnano，法語發音：[sɔʁbo ɔkaɲano]）是法国上科西嘉省的一个市镇，属于科尔泰区。该市镇于1827年由原市镇索尔博（Sorbo）和奥卡尼亚诺（Ocagnano）合并而成。

## 地理
索尔博-奥卡尼亚诺（42°28'32"N, 9°27'25"E）面积10.63 平方千米，位于法国上科西嘉省，该省份位于科西嘉北部，后者为地中海西部的一座岛屿，也是法国的一个单一领土集体，位于法国大陆部分的东南面，意大利半島的西面，最临近的地块是撒丁岛。
与索尔博-奥卡尼亚诺接壤的市镇（或旧市镇、城区）包括：彭塔迪卡辛卡、文佐拉斯卡。

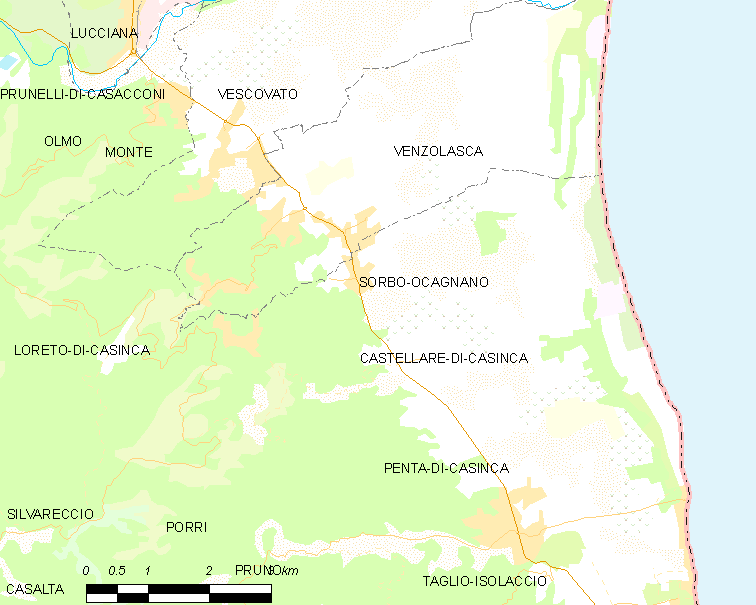
索尔博-奥卡尼亚诺的OSM定位图

索尔博-奥卡尼亚诺的时区为UTC+01:00、UTC+02:00（夏令时）。

## 行政
索尔博-奥卡尼亚诺的邮政编码为20213，INSEE市镇编码为2B286。

## 政治
索尔博-奥卡尼亚诺所属的省级选区为卡辛卡-富马尔托县。

## 人口

1962-2008年间索尔博-奥卡尼亚诺人口变化图示

索尔博-奥卡尼亚诺于2022年1月1日时的人口数量为901人。